# A besúgó (televíziós sorozat)
A besúgó egy Szentgyörgyi Bálint által megalkotott, 2022-ben bemutatott magyar fejlesztésű televíziós drámasorozat. A főbb szerepekben Váradi Gergely, Patkós Márton, Szász Júlia, Lengyel Benjámin és Varga Ádám látható. Az epizódokat Szentgyörgyi Bálint írta, valamint Szentgyörgyi Bálint, Mátyássy Áron és Miklauzic Bence rendezte.
A sorozat első évadát 2022. április 1. és május 13. között mutatta be az HBO Max. A besúgó mindkét hónap legnézettebb HBO Max tartalma lett Magyarországon, megelőzve a sorozattal párhuzamosan bemutatott Batman nézettségét is.
Az HBO Maxot tulajdonló WarnerMedia és a Discovery egyesülése után költségcsökkentési okokból 2022. június 29-én kikerült a szolgáltató kínálatából több európai és egyéb tartalommal együtt. 2023. január 10-én a SkyShowtime viszont bejelentette, hogy A besúgó és 20 további saját gyártású európai HBO Max-tartalom jogait megvette, és azokat a SkyShowtime-on teszik elérhetővé 2023. március 16-án. A sorozat a SkyShowtime-on 16-ról 12-re változtatta a műsor korhatárát. 2025. május 12-én a Netflix kínálatába is felkerült.

## Cselekmény
1985-ben járunk. Gergő felvételt nyert a Budapesti Gazdaságtudományi Egyetemre, így Budapestre költözik, a Kilián Kollégiumba. Össze is barátkozik egy csapat demokratikus fiatallal, akik az antidemokratikus államszocializmus és az elnyomó egypártrendszer ellen szervezkednek. Gergő azonban az Állambiztonság besúgója.

## Történelmi háttér és eltérések
A sorozat valós történelmi folyamatokat ábrázol, de fiktív környezetbe ágyazza azokat.
A sorozatbeli fiktív "Gazdaságtudományi Egyetem" intézménye a valós és akkoriban az ellenzéki eszméknek szellemi otthont adó Budapesti Corvinus Egyetem (akkor: Marx Károly Közgazdaságtudományi Egyetem), illetve a Budapesti Műszaki és Gazdaságtudományi Egyetem egybegyúrása. A fiktív "Kilián Kollégium" a kor ellenzéki diákmozgalmainak kollégiumi fészkeit, például a Fidesz alapításának színhelyéül is szolgáló Bibó István Szakkollégiumot vagy a BME Schönherz kollégiumát példázza.
A szovjet megszállás védelmében kialakított, évtizedek óta változatlan és megváltoztathatatlannak tűnő kommunista, áldemokratikus egypártrendszer és társadalma ellen a közép- és felsőoktatásban tanuló fiatalok valóban igyekeztek szervezkedni, de ezek a folyamatok a sorozat cselekményének idejéhez képest később, nem 1985-ben, hanem 1986 körül jelentkeztek markánsabban, és 1988-90 között csúcsosodtak ki.
A szervezkedések a sorozatban ábrázolthoz képest sokkal kevésbé harcias ideológiára épültek, elsősorban utcai, békés tüntetésekre irányultak, és a sorozattól eltérően, nem volt központi vezéralakjuk. A sorozatbeli Száva Zsolt fiktív figurájában a kor ellenzéki diákszervezkedéseinek ismertebb alakjai ötvöződnek.
A 2. részben a fiktív Betyár Presszó a korabeli eszpresszók, szórakozóhelyek és alternatív zenei klubok miliőjét jeleníti meg, például a bárpult egyik plakátjával, amely az 1980-s évek közepének ismert alternatív zenei centruma, a Club 2000 / Club:MM programját hirdeti. Ez a klub a valóságban az Almássy téri Szabadidőközpont szervezésében működött. A presszóban amatőr punkénekesnőként fellépő Kiss Judit és együttese ("Judit és a hamisgulyás") nevében, megjelenésében és előadásmódjában az 1980-as évek újhullámos, kiábrándult amatőr alternatív/punk együtteseit, zenéit és szövegeit idézi, ugyanakkor az elsőként tőlük elhangzó dal a jelenkori Mayberian Sanskülotts hangulatában illeszkedő "Akarat" című száma, Csordás Zita énekével.

## Szereplők

### Főszereplők
| Szereplő                | Színész                            | Megjegyzés                                            |
| ----------------------- | ---------------------------------- | ----------------------------------------------------- |
| Demeter „Geri” Gergely  | Váradi Gergely                     | Egyetemista, az Állambiztonság besúgója               |
| Száva Zsolt             | Patkós Márton                      | Egyetemista, az ellenzéki fiatalok vezetője           |
| Kiss Imre               | Thuróczy Szabolcs                  | Tartótiszt, Judit apja                                |
| Halász „Barna” Barnabás | Lengyel Benjámin                   | Egyetemista, Száva jobbkeze, focista                  |
| Dugovics Máté           | Varga Ádám                         | Egyetemista, aki bármit be tud szerezni nyugatról     |
| Kovács „Karcsi” Károly  | Borbély Richárd                    | Egyetemista, matekzseni                               |
| Szabó Kata              | Szász Júlia Oláh Tímea (fiatalon)  | Egyetemista. Száva barátnője                          |
| Kiss Judit              | Szőke Abigél Papp Flóra (fiatalon) | Érettségi előtt álló középiskolás, a tartótiszt lánya |

### Mellékszereplők
| Szereplő               | Színész             | Megjegyzés                           |
| ---------------------- | ------------------- | ------------------------------------ |
| Panka                  | Márkus Luca         | Egyetemista                          |
| Horváth Adél           | Hermányi Mariann    | Egyetemista, a KISZ legjobb vitázója |
| Szabó József           | Mácsai Pál          | Kata apja, író                       |
| Csaplár elvtárs        | Funtek Frigyes      | Az Állambiztonság vezetője           |
| Bognár Ferenc          | Ördög Tamás         | Állambiztonsági dolgozó              |
| Marika                 | Radnay Csilla       | Judit anyja, a Tartótiszt felesége   |
| Dugovics István        | Szabó Simon         | Máté apja, hajóskapitány             |
| Demeter Sándor "Sanyi" | Gyabronka József    | Geri édesapja                        |
| Demeterné              | Moldvai Kiss Andrea | Geri édesanyja                       |
| Béla                   | Znamenák István     | Állambiztonsági dolgozó              |
| Lukács                 | Hajdu Szabolcs      | Egyetemi tanár                       |
| Enikő                  | Vas Judit Gigi      | Egyetemista                          |
| Antal Gábor            | Jéger Zsombor       | Egyetemista, KISZ titkár             |
| Béci                   | Kárpáti Barnabás    | Egyetemista, KISZ-tag                |
| Áron                   | Szentgyörgyi András | Demeter Geri öccse                   |

### Epizódszereplők
- Ambrus Péter – rendőrjárőr
- Ács Norbert – Karbantartó
- Balogh András – Kollégiumi portás
- Bálint Ágoston – német diák
- Bálint Borbála – német diáklány
- Baraksó István – Rendőr
- Baranyai Sándor – Lengyel Jani
- Bolla Gábor - kollégista
- Brém Csaba - Rendőr
- Declan Hannigan – Bradley Smith
- Dobó Gergő – Punk
- Dömötörfy Bóra – Diáklány a kempingben
- Egyed Attila – Soltész elvtárs
- Fehér András – kollégista
- Fehér Balázs Benő – Vincze Peti
- Fehérvári Péter – Részeg KISZ-es srác
- Fesztbaum Béla – Budai tanár úr
- Fiala Márton – Diák a telefonnál
- Ficsor Milán – Vétó
- Ficzere Béla – Rendőr
- Fodor Bálint – vidéki rendőr
- Fröhlich Kristóf – kollégista
- Fűzy Gábor – Zongorista
- Gados Béla – BM portás
- Hajduk Károly – Száva édesapja
- Jankovics Péter – laboráns
- Karalyos Gábor – Jónás atya
- Kedves Csaba – Medvegyev
- Kiss Tamás – Srác
- Koroknai Sándor – Karbantartó
- Kosynus Tamás – Bíró
- Kovács Máté – Kollégiumi lakó
- Kovács Mátyás – Civilruhás rendőr
- Kőszegi Ákos – katonaorvos
- Krajcsovics Olivér – Punk
- Madarász Isti – Barna bátyja
- Markó Berzsián – Gyermek Száva
- M. Simon Andrea – Szomszédasszony
- Miklauzic Soma – Fiú
- Molnár András – Foglár
- Rácz Attila – rendőrnyomozó
- Páder Petra – Napozó lány
- Rainer-Micsinyei Nóra – Lilla
- Pálvölgyi Szilveszter – posztos rendőr
- Paula Donner – német diáklány
- Pribér György – Foglár
- Rezes Dominika – Napozó lány
- Sikari Gábor – Punk
- Sophie-Laetitia Gieze – német diáklány
- Török-Illyés Orsolya – Máté édesanyja
- Tóth Máté – Tartótiszt embere
- Tóth Zsófia – Luca
- Uhrinyi Márk – Matróz
- Zrinyi Gál Vince – Edző

## Epizódok
Az első évadot 2022. április 1-én mutatta be az HBO Max.
| # | Cím       | Rendező                                | Író                 | Premier           |
| --- | --------- | -------------------------------------- | ------------------- | ----------------- |
| 1. | 1. epizód | Szentgyörgyi Bálint                    | Szentgyörgyi Bálint | 2022. április 1.  |
| Demeter Geri tehetséges sakkozó, aki eredményeinek köszönhetően felvételt nyert egy budapesti egyetemre. Már a vonaton megkörnyékezi őt Kiss Imre az állambiztonságtól: ha bekerül a kollégiumba, egy régi osztálytársáról, Száva Zsoltról kell jelentenie, aki egy államellenes szervezkedés vezetője. Gerit megzsarolják: az öccse súlyos tüdőbeteg, és ha nem engedelmeskedik, nem utalnak ki neki gyógyszert. Hiába próbál segítséget kérni az apjától, ő engedelmességre kéri, a saját érdekében. A kollégiumban Dugovics Máté szobatársa lesz, aki kapcsolatai révén sok holmit be tud szerezni nyugatról. Megismerkedik továbbá Száva Zsolttal, a barátnőjével, Szabó Katával, Halász Barnával, Kovács Karcsival, és Pankával, akik a rendszerrel a kollégium falai közt tudottan szembehelyezkednek, és emiatt konfliktusuk van a KISZ-titkár Antal Gáborral is. A csapat Gerivel szemben is bizalmatlan, akit Kiss a temetőbe hívat, és abban állapodnak meg, hogy mostantól itt találkoznak. Geri kifigyeli, hogy Száváéknak egy csomó röplapot hoznak, és betelefonál a rendőrségre, hogy jöjjenek ki azonnal. Ám ezzel egyidőben figyelmezteti Száváékat is, akik az utcára dobálják a szórólapokat. Zene: Piramis - Szállj fel magasra, Edda Művek - Minden sarkon álltam már, Bontovics Kati - Kié vagyok én?, Piramis - A becsület, Apostol - Eladó, kiadó most a szívem, Szállj fel szabad madár |           |                                        |                     |                   |
| 2. | 2. epizód | Szentgyörgyi Bálint                    | Szentgyörgyi Bálint | 2022. április 1.  |
| Az epizód egy 1972-es visszaemlékezéssel indul: kiderül, hogy Kiss Imre és Szabó József író (Kata apja) jóbarátok voltak, bár utóbbi megnyilatkozásai miatt kiesett a pártállam kegyeiből. Kata és Imre lánya, Judit is ismerték egymást. Visszatérve 1985-be, Geriék meglehetősen hamar szabadulnak. Kata azt hiszi, hogy az értük érkező apja hozta ki őket, amire József azt mondja, hogy egy ilyen komoly ügyben ez lehetetlen lett volna. Valójában Geri volt az, aki a felettesei által egyébként is szorongatott Kisst meggyőzi arról, hogy hogyan tud a legkönnyebben Száváék bizalmába férkőzni, és így szabadulhattak. Kiss átad neki egy értékes diktafont, és közli vele, hogy ezzel vegye fel, amikor az összeesküvésről beszélnek. Aznap este Gerit ki akarják rakatni a KISZ-esek a kollégiumból, de Száváék közbelépnek, sőt meghívják a fiút a törzshelyükre beszélgetni. A helyen Judit és zenekara játszanak, akit Kata ismerősnek talál, de mégsem ismer fel. Geri ragasztószalag segítségével rögzíti a diktafont az asztal aljára, és miközben jó hangulatban telik az este, felveszi, hogy Aszódon országos találkozót terveznek, meghívott vendégekkel. Mikor másnap visszahallgatja a felvételt, Máté véletlenül meglátja nála a diktafont, így a készüléket kénytelen neki eladni (gyógyszer ígéretéért cserébe), és azt hazudja, hogy egy külföldi sakkversenyen nyerte. Nem sokkal később Máté és Barna egy nőügy miatt összeverekednek, és a diktafon összetörik. Amikor Máté elmondja, honnan van, Barna meglepődik, hiszen nekik korábban azt mondta Geri, hogy sosem járt külföldön. Zene: Simándy József - Bánk bán áriája, Edda Művek - Kölyköd voltam, P. Mobil - Kétforintos dal, Mayberian Sanskülotts - Akarat, Első Emelet - Tilalomfák, Giorgio Moroder - Tears, Európa Kiadó - Mocskos idők (Judit és a hamisgulyás előadásában), Kontroll Csoport - Besúgók és provokátorok (Judit és a hamisgulyás előadásában) |           |                                        |                     |                   |
| 3. | 3. epizód | Miklauzic Bence                        | Szentgyörgyi Bálint | 2022. április 8.  |
| Az epizód elején egy visszaemlékezésben láthatjuk, hogy két évvel korábban hogyan tette tönkre Barna futballkarrierjét az, hogy összetűzésbe keveredett a pályán egy helyi potentát fiával. Visszatérve 1985-be ő és Máté büntetést kapnak: le kell takarítaniuk a kollégium összes üvegfelületét. Máténak hála a feladatot ügyesen oldják meg, mert egy kis segítséget vesznek igénybe. Száva elviszi magával Gerit Aszódra, és egy hegyoldalban ott akarja hagyni, azzal vádolva, hogy hazudott a diktafonról. Geri kivágja magát, és élettörténetét elmesélve Száva bizalmába férkőzik, aki megmutatja a találkozó helyszínét, és kéri, hogy segítsen neki a lebonyolításban. Közben aztán Kiss arra utasítja, hogy mostantól írásban, "Patikus" fedőnéven jelentsen. Kisst egy nagy értékű lakás ígéretével kecsegtetik, ha hamar felszámolják a szervezkedést. Kata gyanakodni kezd amiatt, hogy túl hamar engedték el őket a rendőrségről, és csapdát sejt, emiatt le akarja fújni az aszódi találkozót. Száva azonban nem hajlandó lemondani erről, ezt erőből kényszeríti a többiekre, ami miatt Katával is összevész. De Kata, amikor látja, hogy az apja és Kiss kultúrpolitikai kérdésekről tárgyalnak teljes titokban (tehát az apja is megalkuvó lett), úgy dönt, mégis a társasággal tart. Aznap este bulit tartanak a kollégiumban, ahol megjelenik Judit is, a beígért Rambo film helyett pedig a Sebhelyesarcút nézi meg a társaság. Geri ezen az estén írja meg első jelentését, és ugyanezen az estén tapasztalja meg, hogy Máté betartotta ígéretét, és szerzett gyógyszert az öccsének. Zene: KFT - Bábu vagy, Dead Or Alive - You Spin Me Around, Color - Féltelek, Kontroll Csoport - Nem én vagyok |           |                                        |                     |                   |
| 4. | 4. epizód | Szentgyörgyi Bálint                    | Szentgyörgyi Bálint | 2022. április 15. |
| Az epizód egy 1983-as visszaemlékezéssel indul, ahol Máté apja hajóútra indul, de a családnak ígért pénzt nem adja oda a fiának, helyette az anyja ad neki. Visszatérve 1985-be az egyetemisták, kihasználva a jó időt, hűsölnek. Száva nagyon ellenséges Mátéval, kádergyereknek titulálva őt, aki viszont szeretne a többiek közé tartozni, elmondása szerint üzleti alapon. Mi több, Gerinek is feltételül szabja, hogy segítsen bevenni őt maguk közé, különben nem intéz több gyógyszert. Felismerve Katáék félelmének alaposságát, Geri meggyőzi Szávát, hogy az aszódi találkozót szervezzék közösen a KISZ-esekkel, azt ifjúsági találkozónak álcázva. Megbeszélik Antalékkal a dolgot, akik vállalják, hogy beszállnak, feltéve, hogy minden beszédet a szocializmus kizárólagosságával zárnak, továbbá Száva a rendezvény végén a KISZ legjobb vitázójával áll ki közösen a színpadra, ahol veszítenie kell. Az aszódi réten felállítják a sátrakat, miközben az állambiztonság már megfigyeli őket. Végül még Máté is megérkezik, és a legújabb divat szerinti tangákat árusítja a résztvevő lányoknak. Száva utasítására a többieknek el kell vegyülniük, és kapcsolattartás céljából meg kell szerezniük a jelenlévők nevét és telefonszámát. Habár ezt megtiltja, Kata egy papírra kezdi el ezeket felírni. A helyszínen megjelenik Judit is, aki szintén csatlakozni szeretne, felíratja a nevét, és azt mondja, hogy több tucat táncházast tud magával hozni. Száva találkozik Horváth Adéllal, a leendő KISZ-es vitapartnerével. Aznap este, amíg Geri elmegy a bokrok közé a dolgát végezni, az állambiztonságiak elfogják, és kínzással kiszedik belőle, hogy készült egy lista - azt követelik tőle, hogy fényképezze le. Zene: Prognózis - Tele van a város szerelemmel, Rolls Frakció - Budapest felett, Hungária - Várni rád, Nouvelle Phenomene - Au Fond De Mon Coeur, Első Emelet - Nézelődünk |           |                                        |                     |                   |
| 5. | 5. epizód | Mátyássy Áron                          | Szentgyörgyi Bálint | 2022. április 22. |
| Az epizód eleje egy visszatekintéssel indul 1983-ba: Szávát a szívbetegsége miatt alkalmatlannak nyilvánítják a sorkatonai szolgálatra, és újra láthatjuk a hátán található rejtélyes sérüléseket is. Visszatérve 1985-be elkezdődik a vita a sátorban Száva és Adél között. A szenvedélyes párbajt végül mégis Száva nyeri meg, majd a vita után a sátor előtt bevallja Adélnak, hogy beleszeretett. Mindezalatt Geri megszerzi Kata táskájából a névsort, lefényképezi, majd a cédulát összegyűri és eldobja. Amikor Kata észreveszi, hogy hiányzik a cetli, mindent tűvé tesznek érte, és hiába találják meg, Száva őrjöngeni kezd, látványosan szakít Katával, akit az egyik résztvevő Vincze Peti visz haza Pestre. Ezután közli, hogy ő is elmegy, és majd Pesten tesz egy fontos bejelentést. Barna közben gyanakodni kezd Gerire és elkezd utána nyomozni: Máté segítségével feltúrják a szobáját. Geri hazatérve találkozik a családjával, és egészen másként viselkedik velük, mint amikor elment. Bosszút áll a legutóbbi találkozáskor őket szekáló társaságon, amiért beviszik a rendőrségre, de ott közli, hogy informátor, ezért elengedik. Száva a szerelmével ostromolja Adélt - kiderül, hogy a lány is csak azért KISZ-es, mert vidékről ez az egyetlen kitörési lehetősége volt. Mialatt szeretkeznek, kiderül, hogy Kata teherbe esett. Gerit találkozóra hívja Kiss az Astoriába, azonban Barna már a nyomában van, miután észrevette, hogy valamit nagyon gépel a tanulószoba írógépén. Megfigyeli a találkozójukat, majd követi Kisst egészen a rendőrségig, és ebből rájön, hogy Geri a besúgó. Zene: Herczku Ágnes, Szalóki Ági, Bognár Szilvi - Jólesik, Karthago - Barátok nélkül, Niubi - Pascal Macaigne, Omega - Mozgó világ |           |                                        |                     |                   |
| 6. | 6. epizód | Miklauzic Bence és Szentgyörgyi Bálint | Szentgyörgyi Bálint | 2022. április 29. |
| Az epizód elején visszaemlékezést láthatunk 1984-be, amikor is Gerinek veszítenie kell egy szovjet sakkbajnok ellen. 1985-ben Barna helybenhagyja Gerit, közli vele, hogy tudja, hogy besúgó, és rohan, hogy elmondja Szávának. Csakhogy Száva, aki épp az ígért nagy bejelentésére készül, pont ekkor tudja meg Katától is, hogy terhes, és hogy ő nem akarja, hogy bármi köze legyen a gyerekhez. Geri figyelemelterelésül előbb kidob az ablakon egy hűtőszekrényt, összetörve Barnáék taxiját, majd felhívja Kiss elvtárst telefonon, hogy mondjon neki valamit, amivel kompromittálhatja őt. Kisst közben elbocsátják az aszódi fiaskó miatt, de mielőtt elküldenék, a fotólaborban megsemmisíti a lányára nézve kompromittáló képet. Geri a megtudott információval megzsarolja Barnát, hogy hallgasson, majd ezzel egy időben a teljesen reményvesztett Szávát is bátorítani kezdi. Száva bejelenti a közönsége előtt, hogy november 7-én az újpesti vöröskatona-szobor előtt lesz a következő nagy akció. Katát apja Franciaországba akarja küldeni tanulni, különösen azután, hogy megtudja, hogy a lánya terhes. Ezt elmondja Gerinek is, aki beszélni akar Szávával, mire ő közli vele, hogy halálos beteg, és egyébként sincs esélye felnevelni egy gyereket. Geri randira hívja Juditot, ezután megalázza Barnát, aki a még mindig nála lévő listáról kikeresi Judit címét. A lakásuk elé megy, megvárja, míg Geri és Judit megérkeznek, majd elgázolja a fiút. Kiss elvtárs kirohan a zajra, és ekkor szembesül, hogy kivel is jár a lánya. Zene: Vágtázó Halottkémek - Aláírhatatlan történelem, Szűcs Judith - Táncolj még, 2. Műsor - Alain Delon szeretnék lenni |           |                                        |                     |                   |
| 7. | 7. epizód | Szentgyörgyi Bálint és Mátyássy Áron   | Szentgyörgyi Bálint | 2022. május 6.    |
| Az epizód egy 1974-es visszaemlékezéssel indul: Kiss elvtárs a 40. születésnapját követően homoszexualitásáról gyón egy papnak, majd rögtön ezután meg is zsarolja, és jelentéstételre kötelezi őt. 1985-be visszatérve Kiss döbbenten veszi észre a lakásán Gerit. Megfenyegeti, majd elhatározzák, hogy ketten együtt visszamennek a Judit nevét tartalmazó negatívokért. Csellel bejutnak a fotólaborba, ahol a kutakodás közben Kiss megbilincseli Gerit, aki közben zsebrevág egy pecsétet. Kiss felgyújtja a kompromittáló anyagokat, a tűzriadó alatt pedig mindketten távoznak. Geri ezután bekeményít, és megzsarolja Kisst: ha eltiltja a lányától, feldobja; ellenben elárulja neki a november 7-i akció részleteit is, ha cserébe lezárja az aktáját és elengedi a besúgók közül. Ezután Barna nevében hamisít egy besúgói nyilatkozatot, amelyben úgy ír, mintha ő súgta volna be Száváék legújabb akcióját, ráüti a pecsétet az írományra, majd elintézi, hogy eljusson Száváékhoz. Válaszul Száváék alaposan helybenhagyják Barnát, akinek ezután már nem hisznek, amikor Geri bűnösségét bizonygatja. Ezalatt az egyedül maradt Adél megtalálja a korábban a Száva által az ágy alá rejtett csomagot. Száva összeesik, majd felfedi Adél előtt, hogy szívbeteg, és hogy az egész lázadása a rendszer ellen arról szól, hogy valami nyomot hagyjon az életben. Kata elhatározza, hogy mégis elutazik Franciaországba, de aztán meggondolja magát, és úgy dönt, a gyereket sem veteti el. Az új dolgok ismeretében áttervezik az akciót, eközben egy V. Tóth Iván nevű fiú érkezik, aki a Bős-nagymarosi vízlépcső elleni tiltakozást és a Duna Kört ajánlja a figyelmükbe. Mikor Száva megtudja, hogy hányan is vannak ebben az akcióban, érdeklődni kezd, de Iván, látva, hogyan állnak hozzá a dologhoz, visszavonja az ajánlatát. Kata új kört kezd el szervezni, és a Duna Kör, valamint Vincze Péter jogász barátainak bevonásával indítja újra az ellenállást. Közben váratlanul Adél is leszervez egy találkozót teljes titokban az amerikai nagykövettel: kiderül, hogy igazából ő is csak azért jött össze Szávával, hogy közel kerüljön a fiúhoz, mert az amerikaiak rajta keresztül szerették volna megtudni, hogy tényleg akkora potenciál van benne. Most, hogy kiderült, hogy igen, az amerikaiak egy esetleges rendszerváltásra felkészülve odakint szeretnék felkészíteni Szávát, de ehhez disszidálnia kell, mégpedig egyedül. Zene: Soltész Rezső - Szóljon hangosan az ének, Nouvelle Phenomene - Cruel Game |           |                                        |                     |                   |
| 8. | 8. epizód | Szentgyörgyi Bálint                    | Szentgyörgyi Bálint | 2022. május 13.   |
| Az epizód eleji visszaemlékezésben 1969-ben látható a fiatal Száva, aki az apját látogatta meg a börtönben, ahová az 1956-os tevékenysége miatt zárták. Mivel időközben az őt magával hozó anyja felakasztotta magát, így a börtönben azt mondják neki, hogy maradjon, amíg ki nem találják, mi lesz vele. Visszatérve 1985-be Száva azon tépelődik, hogy elfogadja-e Adél ajánlatát vagy sem. Geri kibékül Barnával, aki tisztázza magát Száva előtt is, és nem leplezi le előtte Gerit. Kiss elvtársat letartóztatják, mert lelepleződik a gyújtogatása, az ügyet Bognár elvtárs veszi át, aki őrizetbe veteti Juditot, így próbálva nyomást helyezni Gerire, hogy árulja el, hol és mikor lesz a következő akciójuk. A csoport az utolsó pillanatban mégsem a vöröskatona szobrához vonul, hanem a bölcsészkarra, ahol a KISZ tartja a megemlékezést. A botrányba fulladó rendezvényen az utolsó pillanatban mégis megjelenő Száva mond lázító beszédet, majd felgyújt egy vörös zászlót. Hirtelen megérkezik a rendőrség, tömegoszlatásba kezdenek, majd a kialakuló káoszban Szávának nyoma vész. A rendőrök elfogják és beviszik az ellenálló Gerit, Barnát, Karcsit és Mátét. Máté elhiteti a rendőrökkel, hogy tudja, merre menekül Száva, de ez valójában csak egy trükk - a többiekkel már jó előre kitalált módon eljuttatják Máté apjának a hajójára és így juttatják ki az országból. Száva távozása előtt Gerit nevezi meg megbízott vezetőnek, míg vissza nem tér. Mindenkit elengednek, Kiss elvtárs kivételével. 1986-ba ugorva látszólag minden a megszokott kerékvágásban zajlik: a srácok egy klubban ülnek, Máté épp jegyekkel seftel a közelgő Queen-koncertre. Judit elmondja Gerinek, hogy megtudta, hogy az apja tartótiszt volt, és azt mondja neki, hogy ennél csak egy rosszabb van: ha valaki besúgó. Váratlanul megérkezik a terhes Kata, akit Vincze Péter eljegyzett. Négyszemközt közli Gerivel, hogy az Aszódon eltűnt papír kapcsán rájött, hogy annak hollétéről egyedül csak ő tudott, következésképp ő a besúgó. Azt akarja, hogy fedje fel magát, vagy ő mondja el mindenkinek. Válaszul Geri azt mondja, hogy ő akkor pedig elmondja Vincze Péternek, hogy nem is az övé a gyerek. Kata úgy dönt, hogy hallgat, de azt még elmondja Gerinek, hogy a besúgóság tényét sosem mossa le magáról, függetlenül attól, hogy miért csinálta. Zene: Kex - Tiszta szívvel, Ajtay Andor - Tanulj meg fiacskám komédiázni, Alphaville - Forever young                                                              |           |                                        |                     |                   |

## Kritika
Az Index szerint "A besúgóban mesterien elegyedik több műfaj, a kémtörténettől kezdve a történelmi sorozaton át egészen a coming of age sztoriig. Egyszerre izgulhatunk a feszült pillanatoknál, drukkolhatunk a besúgó karakterének, követhetjük a fiatalok tipikus problémáit, nevethetünk a vicceken, miközben tátott szájjal nézhetjük a korhű nyolcvanas éveket." 
A HVG szerint "A Besúgó egy, a fiatalok szemszögén keresztül bemutatott társadalmi korrajz, simán lehet egy 80-as évekbe helyezett Megáll az idő. Gothár Péter filmje azzal a beletörődő sóhajjal indul, hogy „Jó, hát akkor itt fogunk élni”, a Besúgóban már a főcímben halljuk ennek dühösebb és 80-as évekbeli megfelelőjét az Európa Kiadótól: „Mocskos idők, kezdjük újra”."
A Telex szerint "A besúgó még akkor is jó, amikor elveszik a nyolcvanas évek retrótengerében." 
A Mandiner szerint "Minden megvolt a szériában ahhoz, hogy kultuszsorozattá váljon: fordulatos történet, de azért nem emészthetetlenül, vagyis a kiszámíthatóság talaján; remek színészi munka, kidolgozott díszletek, és persze a biztonság kedvéért ráöntött, olykor erőltetett retrómáz." 
A Magyar Nemzet cikke szerint "Szentgyörgyi sorozata attól sikeres, hogy Geri motivációival bárki könnyen azonosulhat. Az esetlen, kicsit stréber, rendes és a családjáért bármire hajlandó húszéves srác olyan satuba kerül, amelyet mai fejjel is őrült nehéz lenne kezelni, a nézőben pedig azonnal elindul az „én vajon mit tennék?” játék."
Az IGN szerint "A besúgót nem véletlenül mutatják be Magyarországon kívül még több mint hatvan országban: az első öt része alapján valóban nemzetközi színvonalú, több zsánert remekül vegyítő, felnőtté válásról is szóló történelmi thrillersorozat. A rendezés és a zenék színvonala elsőrangú, a fiatal és idősebb, jól ismert színészek egyaránt remekelnek, valamint a forgatókönyv is minőségi, ha jellemzően amerikai és magyar típusfigurákkal dolgozik is."
A Revizor kritikája szerint "A besúgó az elmúlt évek legsikeresebb és egyben legmegosztóbb magyar sorozata, amely fordulatos történetével, lendületes rendezésével, kiváló színészeivel, és a nyolcvanas évek tárgyi és zenei világának nosztalgikus-vagány megidézésével sokakat tett rajongóvá, ugyanakkor szájbarágós dialógusaival, bántóan hollywoodi sztorivezetésével és történelmi pontatlanságaival ugyanennyi embert idegenített vagy idegesített (f)el."

## Történelmi hitelesség
Az 1980-as évek magyarországi demokratikus ellenállásának egykori résztvevői, Hodosán Róza és Rainer M. János a sorozattal szemben erős tartalmi kritikákat fogalmaztak meg. Elismerve a művészi alkotás szabadságát, helytelenítették, hogy a sorozat azt a látszatot kelti, mintha a korabeli valóságról szólna, pedig részleteiben egyáltalán nem felel meg az akkori történéseknek. Rainer kiemelte, hogy a sorozatban bemutatott beszervezés és besúgói tevékenység teljesen kitalált, a valóságban ezek egyáltalán nem így zajlottak. Hodosán pedig arról beszélt, hogy a hatalom a sorozatbelihez képest sokkal erőteljesebben volt jelen, nem olyan „burleszk” formában, mint ott, pont ezért mindig igyekeztek kerülni az erőszakot. Hozzátette, sosem a nyilvánvalóról beszéltek, mint például a szovjet megszállás – és nem a sorozatbeli szóhasználattal –, hanem a programjaikról és a javaslataikról.
Takács Tibor, az Állambiztonsági Szolgálatok Történeti Levéltárának kutatója a Válasz Online-on megjelent cikkében több kritikát is megfogalmazott. Meglátása szerint a sorozat egy alternatív 1985-öt mutat be, amelyben olyan dolgok is történnek, amelyek legfeljebb az 1950-es években történhettek volna meg; a sorozat összességében pedig leginkább azt mutatja be, hogyan képzeli az átlagember manapság az állambiztonság működését.

## Hiba
- A 6. részben Geri és Judit a Macskafogó című rajzfilmet nézik a moziban, amit csak 1986. október 2-án mutattak be a mozikban.
- A 7. részben amikor Gerit az Állambiztonsági Hivatal egyik irodájában a polchoz bilincselik a polcon látható számítógép valószínűsíthetően egy Commodore 64C ami csak 1986-ban jelent meg.

## Díjai
- Magyar Mozgókép Díj 2023
  - Legjobb televíziós sorozat
  - Legjobb vágó – Makk Lili
  - Legjobb díszlettervező – Láng Imola